# Друк на вимогу

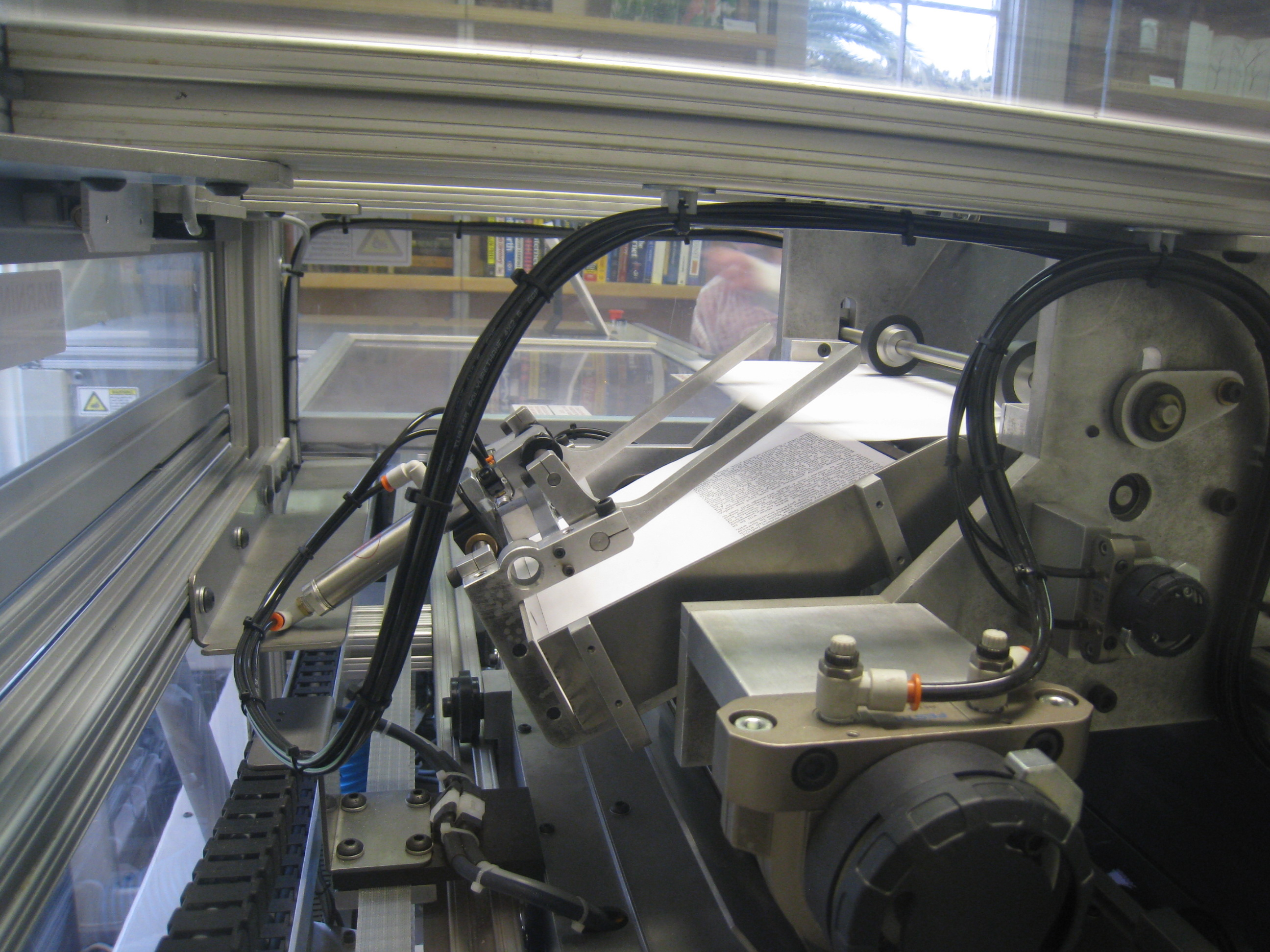
Залежно від кількості сторінок у книзі, друк займає від 5 до 20 хвилин.

Друк на вимогу (англ. Print on demand, POD) — видавнича технологія, при якій нові екземпляри книги друкуються лише тоді, коли надходить відповідний запит від покупця.
Останнім часом ця технологія стала використовуватися також в цілях дослідження ринкового попиту навіть тоді, коли прямий запит від покупця не надходив і без погодження з авторами або власниками прав на інформацію, особливо, що знаходиться у вільному доступі, наприклад  у Вікіпедії.

## Опис
Ця технологія стала можливою з розвитком цифрового друку, оскільки раніше було економічно невигідно друкувати одиничні примірники книг за традиційною технологією високого або офсетного друку. Технологія була вперше представлена в лютому 1997 року в Стокгольмі.
Багато академічних, університетських та наукових видавництв використовують «Друк на вимогу», щоб підтримувати широкий вибір своїх книг. Великі видавництва можуть використовувати цю технологію в особливих випадках, наприклад, при перевиданні старих і рідкісних книг обмеженим тиражем або з метою маркетингових проб.
«Друк на вимогу» є способом надрукувати видання за фіксованою ціною за примірник, незалежно від розміру замовлення. У той час як ціна на одиницю кожного фізично надрукованого примірника виходить вище, ніж при використанні традиційних методів друку, для маленьких тиражів середня вартість виявляється нижче, тому що витрати на розгортання та обслуговування обладнання значно менші.
«Друк на вимогу» має інші вигоди, крім менших витрат (для маленьких тиражів):
- Технічна установка зазвичай більш швидка, ніж друк за традиційною технологією.
- Не потрібно зберігати тиражі книги або матеріали для друку на складі, зменшуючи тим самим витрати на зберігання, вартість вантажно-розвантажувальних робіт і т. д.
- Відсутні нереалізовані примірники публікацій.

Ці переваги зменшують ризики, пов'язані з публікацією книг і друкованих видань, і розширюють асортимент для споживачів. Однак, це може також означати, що перевірка якості публікацій менш прискіплива, ніж у випадку традиційних видань.